# Walo Burkart

Walo Burkart

 Walo Burkart  (* 25. April 1887 in Magden; † 28. November 1952 in Chur) war ein schweizerischer Förster und Archäologe, der vor allem im Kanton Graubünden tätig war.

## Leben
Walo Burkarts Vater, Sebastian Burkart, war christkatholischer Pfarrer in Rheinfelden und amtete nebenbei als Historiker der Stadt.
Walo besuchte zuerst die Schulen in Rheinfelden, dann die Realschule in Basel. Nach bestandener Matura ging er an die ETH Zürich und wurde Förster. Nach kurzer Tätigkeit im Kanton Bern wurde Burkart 1912 in das kantonale Forstamt des Kantons Graubünden in Chur gewählt, wo er zunächst als Aushilfe tätig war.
1916 wurde Burkart Kreisförster für den Kanton Graubünden und bereiste in dieser Tätigkeit den ganzen Kanton. Um 1927 begann er, den Kanton Graubünden nach archäologischen Plätzen abzusuchen. Viele seiner dienstlichen Touren verband er mit archäologischen Untersuchungen. Dank seinen verzweigten Kontakten fand er überall Unterstützung für seine Projekte. Fast jährlich führte er während zwei bis drei Wochen Grabungen durch.
Walo Burkart dokumentierte seine Untersuchungen sorgfältig. Die Funde der einzelnen Grabungen liess er durch Fachleute bestimmen. Er publizierte zahlreiche Fachberichte und hielt Vorträge in wissenschaftlichen Gesellschaften. 1952 starb Walo Burkart, der in den letzten Jahren seines Lebens mit gesundheitlichen Problemen zu kämpfen hatte, kurz vor seiner Pensionierung.

## Tätigkeit

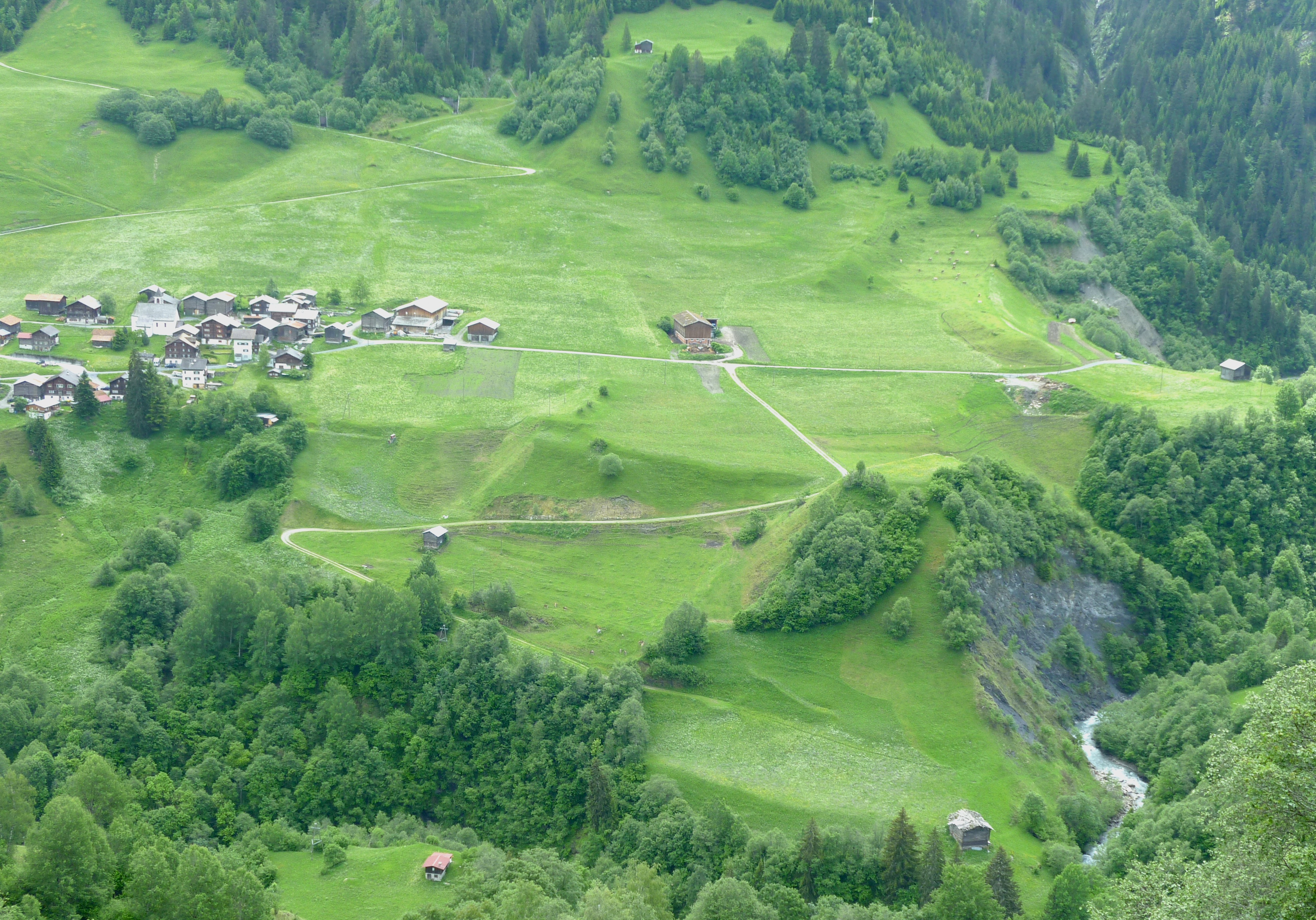
Der Hügel von Crestaulta rechts des Dorfes Surin

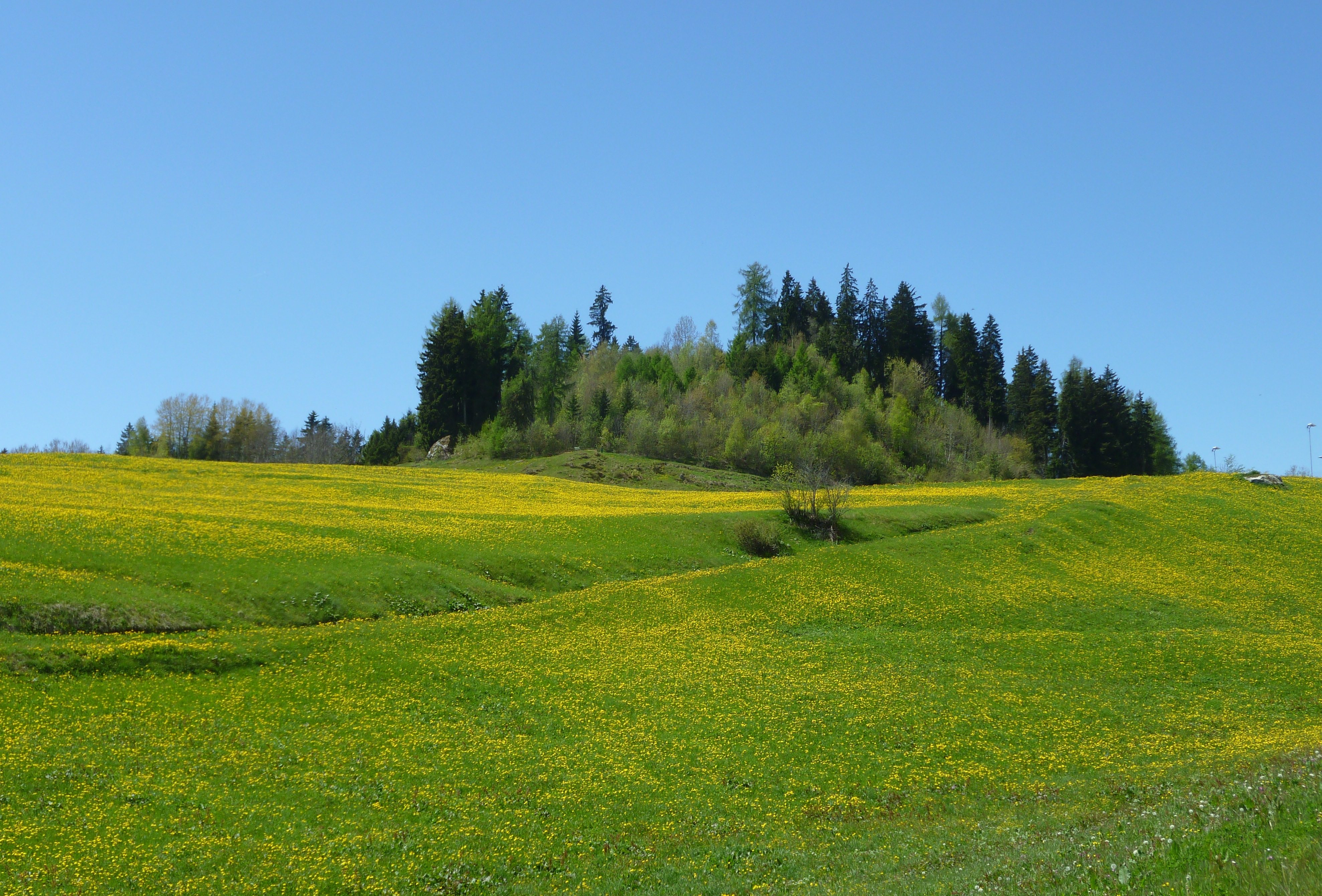
Die Mutta in Falera

Im Laufe seiner Forschungsarbeit entdeckte und beschrieb Burkart die Reste von über vierzig urgeschichtlichen Siedlungen. Zu den Fundstellen, die er entdeckte, gehören Crestaulta im Val Lumnezia, der Petrushügel bei Cazis, die Mutta in Falera, die Siedlungen Crepault bei Trun und Padnal bei Savognin, die Bronzezeitsiedlung bei San Vittore und die eisenzeitliche Nekropole bei Castaneda. Castaneda verlieh Burkart als Dank für seine Tätigkeit 1934 das Ehrenbürgerrecht, das vom Kanton zum Kantonsbürgerrecht erweitert wurde; eine Ehrung, die ihn besonders freute.
Burkart war Mitglied in der Historisch-Antiquarischen Gesellschaft von Graubünden, die ihn in seinem Schaffen stets unterstützte. Burkarts vorgesetzte kantonale Behörde gewährte ihm immer wieder Sonderurlaube für seine Forschungen. Die Schweizerische Gesellschaft für Urgeschichte, in der Burkart auch als Vorstandsmitglied engagiert war, unterstützte ihn finanziell und durch Beratungen, Mithilfe bei Grabungen und die Publikation seiner Ergebnisse.
Burkarts Name und seine Publikationen wurden durch die Schweizerische Gesellschaft für Urgeschichte auch im Ausland bekannt. 1950 fand der Internationale Prähistorische Kongress in Graubünden statt.

## Schriften
- Crestaulta. Eine bronzezeitliche Hügelsiedlung bei Surin im Lugnez (= Monographien zur Ur- und Frühgeschichte der Schweiz. 5, ZDB-ID 500765-3). Birkhäuser, Basel 1946.